# Salon Galić
Salon Galić najstariji je izlagački prostor u Splitu. Nalazi se u najužem centru grada u Marmontovoj ulici. Salon je na adresi Marmontova 3 i 5 i zaštićeno je kulturno dobro.

## Povijest
Salon Galić je otvoren 1924. godine., 31. svibnja i bio je jedini umjetnički salon u Splitu u razdoblju između dva svjetska rata. Ivan Galić, vlasnik umjetničkog Salona, ostavlja oporukom galeriju splitskim umjetnicima i nakon smrti Ivana Galića 1961. godine upravljanje Salonom Galić preuzima HULU Split, koji od tada upravlja galerijom. Vlasnik prostora je Grad Split, a prostor je ustupljen HULU Splitu na upravljanje.
Prostor je otvoren za izlagačku aktivnost 1924. godine grupnom izložbom na kojoj su svoja djela pokazala dvojica slikara: Emanuel Vidović i Anđeo Uvodić. U to vrijeme između dva rata, Salon Galić je posjedovao istinski kultni status kao glavni umjetnički salon koji je imao ulogu okupljališta tadašnje intelektualne elite. Neki od njih su do danas potvrđeni kao velikani hrvatske kulture. Među njima je bilo književnika kao što su: Dinko Šimunović, Tin Ujević, Vladimir Nazor. Kipari: Dujam Penić, Marin Studin, Branko Dešković. Slikari: Antun župa, Milan Tolić, Silvije Bonacci Čiko, Anđeo Uvodić, Vjekoslav Parać i ini.
Među umjetnicima koji su te iste godine izlagali bili su i: Ljubo Babić, Vladimir Becić, Jozo Kljaković, Jerolim Miše, Ivan Meštrović, Fran Kršinić, Zlatko Šulentić, Marin Studin i Vladimir Varlaj. 
Izlagačka djelatnost nastavila se izložbama Ignjata Joba, Neven Šegvić, Marko Ostoja, Raul Goldoni, Svetozar Domić, Antun Masle i mnogi drugi.
Iako je grad Split odavno prerastao okvire maloga primorskog grada i njegovoga maloga izložbena salona, Salon Galić u Marmontovoj ulici i dalje predstavlja opće mjesto kulture grada Splita.

## Danas
Salon Galić je danas kultno mjesto umjetničkoga života u Splitu, čija neprekinuta izložbena djelatnost obogaćuje splitski kulturni život već 90 godina, te je 2014. godine rješenjem Uprave za zaštitu kulturne baštine Ministarstva kulture RH proglašen i kulturnim dobrom.
HULU Split posebnu pažnju posvećuje programu kao jednoj od najvažnijih stavki razvoja Udruge, te program temelji na medijskoj različitosti i širenju, kao i intenzivnijem angažmanu umjetnika uključenih u interdisciplinarne i inovativne programe kojima se razvijaju potencijali kulturne i kreativne industrije.    
U zadnjih dvadeset godina HULU Split je prepoznatljiv po fokusiranosti i djelovanju na području suvremene umjetnosti. Kontinuiranim promoviranjem suvremenih umjetničkih praksi udruga je uspjela proširiti granice umjetničkog izraza u lokalnoj sredini i disperzirati recentna kulturna događanja u čitavoj Hrvatskoj. HULU stavlja naglasak na izložbe koje uključuju istraživanja u domeni novih eksperimentalnih umjetničkih praksi.

## Zaštita
Pod oznakom Z-6232 zaveden je kao nepokretno kulturno dobro - pojedinačno, pravna statusa zaštićena kulturnog dobra.

## Vanjske poveznice
- http://hulu-split.hr/str/galic.htm  Arhivirana inačica izvorne stranice od 3. kolovoza 2015. (Wayback Machine)
- http://hulu-split.hr/str/izlog.htm  Arhivirana inačica izvorne stranice od 1. travnja 2016. (Wayback Machine)